# تشيكاساو
تشيكاساو هي قبيلة هندية في أمريكا الشمالية من عرق موسكوغي، وهم الآن مستقرون في غرب أوكلاهوما، وكانت مناطقهم السابقة هي شمال ميسيسيبي وأجزاء من تينيسي، ووفقا لحكاياتهم المروية ودلائل علماء اللغة فهم قريبون من الكريك والتشوكتاو، وهاجروا معهم من الغرب وعبروا نهر ميسيسيبي، واستقروا في شمال شرق الولاية، وهنك زارهم هرناندو دي سوتو عام 1540.
كانوا منذ البداية في عداء مع المستوطنين الفرنسيين، ولكن في الجهة الأخرى كانت علاقتهم جيدة بالإنكليز، وفي عام 1786 عقدوا اتفاقية مع الولايات المتحدة، وفي عام 1793 ساعدوا البيض في حربهم مع الكريك، ولكن في بدايات القرن التاسع عشر فقدوا أرضهم مقابل تأمينات سنوية، وذهب جزء من القبيلة غربا إلى أركانساس، وفي أعوام 1832 – 34 وكان الباقون وهم حوالي 3600 قد سلموا أراضيهم التي كانوا يمتلكونها إلى الولايات المتحدة وكانت مساحتها نحو 26000 كم مربع، ودخلوا في معاهدة مع التشوكتاو لينضموا لهم.
في عام 1855 انحلوا عن هذا الاتحاد الذي لم يكن بمستوى تطلعاتهم ودفعوا للتشوكتاو 150000 دولار، وليأخذوا حقوق أرضهم بالكامل، وفي الحرب الأهلية انضموا لجانب الجنوبيين وهانوا من عواقب تحالفهم، ولكن أعيدت حقوقهم في معاهدة عام 1865. وفي عام 1866 سلموا سبعة ملايين فدان (حوالي 28000 كم مربع)، وفي عام 1873 استعادوا عبيدهم السابقين.
كانت لديهم حكومة مستقلة تحوي حاكما ومجلس شيوخ ومجلس نواب، ولكنها ألغيت عام 1906، أما عن تعدادهم في بداية القرن من أصل نقي أو مختلط يبلغ نحو 4800